# Cláudio Fonseca
Cláudio Fonseca, né le 22 janvier 1989, à Lisbonne, au Portugal, est un joueur portugais de basket-ball. Il mesure 2,06 m et évolue au poste de pivot.
Actuellement il joue au Portugal, en 1re division portugaise avec l'équipe de Lisbonne, Sporting CP.

## Palmarès
- 2013/2014 - Champion du Portugal avec le Benfica

## Sélection Nationale
- Participation à l'Eurobasket 2011